# General Borgoño Football Club
El General Borgoño Football Club fue un club chileno de fútbol con sede en el barrio de Independencia, en la ciudad de Santiago. Fue fundado el 12 de enero de 1908 y jugaba en la Asociación de Football de Santiago hasta su desaparición.

## Historia

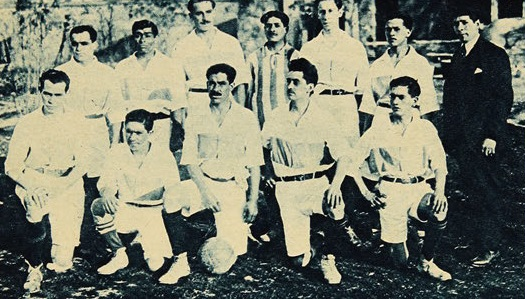
Equipo del Borgoño F. C. en el año 1922.

El General Borgoño Football Club fue fundado el 12 de enero de 1908, en la calle que lleva su nombre, por un grupo de jóvenes del barrio de Independencia de la ciudad de Santiago. A los pocos meses de fundado formó parte de la Asociación Nacional —luego llamada Liga Nacional—, en donde militó hasta el año 1916.
En 1917 organizó un campeonato en honor del directorio de su asociación, en el cual participaron varios equipos de importancia de la época, tanto de Santiago como de provincias, como La Cruz, que resultó campeón del torneo, y Fernández Vial. Ese mismo año pasó a formar parte de la Asociación de Football de Santiago, consiguiendo su segundo equipo el subcampeonato de la Copa Independencia. Al año siguiente, el primer equipo fue ganador de la Copa Unión B de la AFS, mientras que el segundo equipo obtuvo el subcampeonato de la Copa Independencia B. Luego, en 1919, el club ganó la Copa Chile en empate con Morning Star.
En 1922 su primer equipo se alzó con la sección Uruguay de la Copa Chile.

## Presidentes
El directorio del General Borgoño Football Club, correspondiente a la temporada 1920, estuvo compuesto por:
- Presidente honorario: Manuel Midleton.
- Socios honorarios: Eduardo Correa R. y Daniel Sáez.
- Presidente efectivo: Rafael Vergara.
- Vice-presidente: Arturo Gutiérrez.
- Secretario: Emeterio Aguirre F.
- Pro-secretario: Pedro Munizaga.
- Tesorero: Enrique Román L.
- Pro-tesorero: Juan Gasparini.
- Directores: Roberto Poblete, Daniel Segundo Sáez y Armando Miranda.
- Capitán del primer equipo:  Juan Carrasco.
- Vice-capitán: Segundo Lillo.
- Capitán del segundo equipo: Gregorio Ávila.
- Vice-capitán segundo: Roberto Munizaga.

## Palmarés

### Títulos locales
- Copa Unión de la Primera División de la Asociación de Football de Santiago (1): Serie B 1918.[5][6]
- Copa Chile de la Primera División de la Asociación de Football de Santiago (1): 1919.[nota 1]
- Sección Uruguay de la Copa Chile de la Primera División de la Asociación de Football de Santiago (1): 1922.[10][11]
- Subcampeón de la Copa Independencia de la Segunda División de la Asociación de Football de Santiago (2): Serie B 1917,[12] Serie B 1918.[5][6]
- Subcampeón de la Primera División de la Liga Central de Football de Santiago (1): Serie G 1927.[nota 2]